# والتر آیووی
والتر آیووی (انگلیسی: Walter Ayoví؛ زاده ۱۱ اوت ۱۹۷۹) یک بازیکن فوتبال اهل اکوادور است.
وی همچنین در تیم ملی فوتبال اکوادور بازی کرده‌است.